# 16007 Kaasalainen
16007 Kaasalainen (1999 BC11) là một tiểu hành tinh vành đai chính được phát hiện ngày 20 tháng 1 năm 1999 bởi Khảo sát tiểu hành tinh OCA-DLR ở Caussols.